# Jean Lang
Jean Lang (* 16. August 1921 in St. Dizier; † 27. Mai 2016 in Dillingen) war ein französischer Ingenieur und Industriemanager.

## Leben
Lang studierte an der École Centrale des Arts et Manufactures in Paris und trat nach Abschluss des Studiums 1946 als Betriebsingenieur in die Dillinger Hütte ein und arbeitete im Blockwalzwerk und im Thomasstahlwerk. 1951 wurde er Leiter der Gießereien, so dass er auch am Aufbau der Walzengießerei beteiligt war.
1967 wurde Lang Technischer Vorstand der Dillinger Hütte als Nachfolger von Paul Desfossez. 1968 begann er den Bau des neuen 3,4-m-Grobblech-Walzwerks, mit dem Ende 1971 die erste Bramme gewalzt wurde. 1974 wurde Lang Vorstandsvorsitzender der Dillinger Hütte als Nachfolger des Generaldirektors Mesqui. Mit weiteren Großprojekten trieb Lang den Ausbau der Dillinger Hütte voran. 1984 begann die Zentralkokerei Saar ihren Betrieb. 1985 wurde das 5,5-m-Quartowalzgerüst aufgebaut und der Hochofen 5 der ROGESA Roheisengesellschaft Saar angeblasen, mit dem die gesamte saarländische Stahlindustrie mit Roheisen versorgt wurde. 1987/1988 wurde der Hafen Saarlouis/Dillingen eröffnet. Dazu plante Lang die Kooperation oder Fusion mit Saarstahl.
Am 1. Januar 1989 wurde Lang Aufsichtsratsvorsitzender der Dillinger Hütte und übernahm dazu den Aufsichtsratsvorsitz von Saarstahl (bis 1993). Im Mai 1993 wurde er zusammen mit Hans Ringwald Konkursverwalter von Saarstahl. Sie restrukturierten das Unternehmen und führten es 2001 aus dem Konkurs heraus. Für die neue Montan-Stiftung-Saar übernahm Lang 2001–2007 den Kuratoriumsvorsitz.

## Ehrungen
- Großes Bundesverdienstkreuz (1987)
- Ehrenbürger der Stadt Dillingen (1988)
- Ehrenmitglied des Vereins Deutscher Eisenhüttenleute (VDEh) (1992)